# Кондратюк, Габриэль
Габриэ́ль Кондратю́к (исп. Gabriel Kondratiuk; род. 16 ноября 1969, Эль-Больсон, Рио-Негро) — аргентинский художник.
В 1989 году поступил на отделение искусства Национального университета Ла-Платы, затем учился в Буэнос-Айресе, окончил Национальный университет искусства. В 1993 году был участником Первой Биеннале молодых художников Патагонии в Сан-Карлос-де-Барилоче, в дальнейшем многократно участвовал в различных коллективных выставках в Аргентине. В последние годы живёт в Инсбруке, где в 2006 году прошла его первая (если не считать нескольких незначительных в родном городе художника) персональная выставка, а в 2008 году состоялась вторая, подготовленная известным европейским экспертом по латиноамериканскому искусству Ирмой Арестисабаль. В 2010 году состоялась также персональная выставка в Центре современного искусства в Бургосе. На октябрь 2010 года запланировано участие Кондратюка в крупной художественной выставке Art Forum Berlin.
Живопись Кондратюка преимущественно пейзажная, навеянная величественными горными ландшафтами его родных краёв.